# Guerra civil somalí (2006-2009)
La primera guerra civil somalí, también denominada como invasión etíope de Somalia, fue un conflicto armado en el que participaron principalmente fuerzas del Gobierno Federal de Transición (TFG) etíopes y somalíes y tropas somalíes de Puntlandia contra el grupo paraguas islamista somalí, la Unión de Tribunales Islámicos (UTI) y otras milicias afiliadas por el control de Somalia. Las acciones de Etiopía se debieron a que la UTI obtuvo el control de la mayoría del sur de Somalia a finales de 2006.

## Fuerzas involucradas
Las fuerzas involucradas son difíciles de calcular debido a muchos factores, incluida la falta de organización formal o mantenimiento de registros, y reclamos que quedaron enmascarados por la desinformación. Etiopía, durante los meses previos a la guerra, sostuvo que solo tenía unos pocos cientos de asesores en el país, pero informes independientes indicaron muchas más tropas. Según la BBC, "Naciones Unidas estimó que al menos más de 9.000 soldados etíopes pueden estar en el país, mientras que AP sugiere que el número se acerca a 12-15.000.

## Fondo

Mapa de los avances etíopes iniciales en diciembre de 2006.

### Antecedentes históricos
Las disputas fronterizas entre Somalia y Etiopía sobre la región de Ogadén datan del acuerdo de 1948 cuando se concedió la tierra a Etiopía. El descontento somalí con esta decisión ha llevado a repetidos intentos de invadir Etiopía con la esperanza de tomar el control de Ogadén para crear una Gran Somalia. Este plan habría reunido al pueblo somalí de Ogaden, controlado por Etiopía, con los que viven en la República de Somalia. Estas tensiones étnicas y políticas han provocado enfrentamientos transfronterizos a lo largo de los años.
- Disputa fronteriza de 1960-1964
- Guerra de Ogadén de 1977-1978
- Choque fronterizo de agosto de 1982[4][5]
- Guerra transfronteriza durante la caótica era dirigida por el líder de la fracción de 1998–2000[6]

### Guerra de información, desinformación y propaganda
Incluso antes del comienzo de la guerra, ha habido importantes afirmaciones y acusaciones sobre el uso de tácticas de desinformación y propaganda por parte de varias partes para moldear las causas y el curso del conflicto. Esto incluye afirmaciones de falsificación de la presencia o el número de fuerzas involucradas, exageración o minimización de las bajas infligidas o tomadas, influencia o control de los medios de comunicación (o su cierre) y otros medios de información y medios para influir en el apoyo popular y la opinión internacional.
Los países de África oriental y los observadores internacionales temían que la ofensiva etíope pudiera conducir a una guerra regional que involucrara a Eritrea, que tiene una relación compleja con Etiopía y de quien Etiopía afirmó haber apoyado a la UCI. El gobierno de Eritrea negó repetidamente cualquier participación a pesar de las afirmaciones etíopes de lo contrario.

### Preludio de la invasión
Las tropas etíopes entraron en territorio somalí el 20 de julio de 2006.
El 9 de octubre, se informó que las tropas etíopes tomaron Burhakaba. Otro artículo parecía indicar que el control etíope era un convoy de tropas que pasaba. Los islamistas afirman que la ciudad volvió a estar bajo su control después de la partida de los etíopes. SomaliNet informa que los ancianos pidieron al TFG que se fuera para evitar un derramamiento de sangre en su ciudad. El artículo decía que eran tropas del Gobierno Federal de Transición, y no etíopes, quienes habían venido a la ciudad.
El 8 de diciembre de 2006, la UCI fue atacada por fuerzas del TFG, respaldadas por tropas etíopes. Según la BBC, el presidente de la UCI, Sharif Sheikh Ahmed, pidió a los somalíes que "se levanten y derroten a los enemigos". Otro funcionario dijo que las tropas etíopes habían bombardeado la ciudad de Bandiradley. El viceministro de Defensa del TFG, Salat Ali Jelle, confirmó los enfrentamientos pero negó que hubiera tropas etíopes involucradas. El gobierno etíope negó las repetidas afirmaciones de que sus tropas estaban luchando junto a la milicia TFG. Testigos en la aldea de Dagaari, cerca de Bandiradley, dijeron que vieron a cientos de tropas y tanques etíopes tomar posiciones cerca de la ciudad con milicianos de la región semiautónoma del noreste de Puntlandia..
El 13 de diciembre, un informe de Reuters decía que la UCI afirmaba que 30.000 soldados etíopes estaban involucrados en la invasión de Somalia.

## Cronología

### Grandes eventos
El débil y frágil GFT, que solo era capaz de controlar pequeñas parcelas de tierra al sur de Mogadiscio, tomó la impopular decisión de invitar a Etiopía a intervenir en Somalia.
La batalla de Baidoa comenzó el 20 de diciembre de 2006, cuando las fuerzas del GFT aliadas con las fuerzas de ocupación etíopes atacaron la UCI. Estalló un intenso tiroteo entre las tropas del TFG y los islamistas a 25 km (16 millas) al sureste de Baidoa.
La  batalla de Bandiradley comenzó el 23 de diciembre de 2006, cuando las fuerzas de Puntlandia y Etiopía, junto con el líder de la facción Abdi Qeybdid, lucharon contra las milicias de la UCI que defendían Bandiradley. La lucha empujó a los islamistas fuera de Bandiradley y más allá de la frontera sur hacia el distrito de Adado, región de Galguduud, el 25 de diciembre.
El 24 de diciembre, el gobierno etíope confirmó la intervención directa de Etiopía en el conflicto en apoyo del Gobierno Federal de Transición.
El 26 de diciembre de 2006, el enviado de las Naciones Unidas a Somalia instó a poner fin a los combates y el presidente del Consejo de Seguridad de las Naciones Unidas propuso un proyecto de declaración en el que se pedía un alto el fuego inmediato y la retirada de todas las fuerzas internacionales, especificando las tropas etíopes. Estados Unidos, Gran Bretaña, Francia y Rusia se opusieron a la declaración, diciendo que las conversaciones de paz y el acuerdo eran necesarios antes de que las tropas pudieran retirarse. El presidente de la UCI, Sharif Sheikh Ahmed, dijo a los periodistas que las milicias de la UCI se estaban retirando y pidió a Estados Unidos y otros países que hablaran en contra de la agresión de Etiopía.
El 27 de diciembre de 2006, los principales líderes de la Unión de Tribunales Islámicos, incluidos Sheikh Hassan Dahir Aweys, Sheikh Sharif Sheikh Ahmed y Sheikh Abdirahman Janaqow, renunciaron el 27 de diciembre de 2006 y la organización se disolvió.
El 29 de diciembre, el TFG y las tropas etíopes entraron en Mogadiscio sin oposición.
En enero de 2007, Etiopía dijo que se retiraría "dentro de unas pocas semanas".
Después de que el parlamento admitiera a 200 funcionarios de la oposición islamista moderada, el líder del ARS, Sharif Sheikh Ahmed, fue elegido presidente del TFG el 31 de enero de 2009. Después de esto, los islamistas radicales de Al Shabab acusaron al nuevo presidente del GFT de aceptar el gobierno secular de transición y han continuado la guerra civil desde que llegó a Mogadiscio en el palacio presidencial.
En enero de 2009, las tropas etíopes finalmente se retiraron de Somalia.
Al Shabaab rechazó cualquier acuerdo de paz y siguió tomando territorios, incluido Baidoa. Otro grupo islamista, Ahlu Sunna Waljama'a, aliado del Gobierno Federal de Transición con el apoyo de Etiopía, continuó atacando a Al Shabab y también apoderándose de ciudades.

### Diciembre de 2006
- 20 de diciembre de 2006: estallaron importantes combates en los alrededores de Baidoa, la capital del TFG. Se informó que trece camiones llenos de refuerzos etíopes se dirigían al combate. Los líderes de ambos grupos mantuvieron brevemente una opción abierta para las conversaciones de paz negociadas por la UE.[28] Después de la carnicería, se informa que el jeque Hassan Dahir Aweys observó que "Somalia está en estado de guerra".[29]
- 22 de diciembre de 2006: Casi 20 tanques etíopes se dirigieron hacia la línea del frente. Según fuentes gubernamentales, Etiopía tenía 20 tanques T-55 y cuatro helicópteros de ataque en Baidoa.[30]
- 23 de diciembre de 2006: Tanques etíopes y más refuerzos llegan a Daynuunay, 30 kilómetros al este de Baidoa. Los intensos combates continuaron en Lidale y Dinsoor.[31]
- 24 de diciembre de 2006: Etiopía admitió que sus tropas estaban luchando contra los islamistas, después de afirmar a principios de semana que solo había enviado varios cientos de asesores militares a Baidoa. Fuertes combates estallaron en las áreas fronterizas, con informes de ataques aéreos y bombardeos, incluidos objetivos cerca de la ciudad de Beledweyne. Según el ministro de Información de Etiopía, Berhan Hailu: "El gobierno de Etiopía ha tomado medidas de autodefensa y ha comenzado a contraatacar contra las fuerzas extremistas agresivas de los tribunales islámicos y los grupos terroristas extranjeros".[19]
- 25 de diciembre de 2006: las fuerzas etíopes y del TFG capturaron Beledweyne. Las fuerzas islamistas defensoras huyeron de Beledweyne al mismo tiempo que los ataques aéreos etíopes contra los aeropuertos de Mogadiscio y Bali-Dogle. También se informó de intensos combates en Burhakaba.[32]

- 27 de diciembre de 2006: Los líderes de la Unión de Tribunales Islámicos, incluidos Sheikh Hassan Dahir Aweys, Sheikh Sharif Sheikh Ahmed y Sheikh Abdirahman Janaqow, renunciaron y la organización se disolvió. La UCI había evacuado muchas ciudades sin oponer resistencia. Los dos principales comandantes de la UCI, el jefe de defensa Yusuf Mohammed Siad Inda'ade y su adjunto Abu Mansur estaban en la peregrinación del Hajj en La Meca. Las fuerzas etíopes y del Gobierno Federal de Transición se dirigían a la capital de Somalia, ya que Mogadiscio había capturado la ciudad estratégica de Jowhar, a 90 km al norte de la capital.[33]

Después de la caída de Mogadiscio ante las fuerzas etíopes y del GFT el 28 de diciembre, los islamistas se retiraron del valle del río Juba.
Se informó de fuego de artillería pesada el 31 de diciembre en la batalla de Jilib y los islamistas huyeron a medianoche, dejando Kismayo sin luchar y retirándose hacia la frontera con Kenia.
- El 31 de diciembre de 2006, una columna fuertemente armada del gobierno y las tropas etíopes avanzaron desde Mogadiscio a través del Bajo Shabelle hacia Kismayo. Llegaron a Bulo Marer (distrito de Kurtun Warrey) y se dirigían a Baravo.

### 2007
Los eventos militares en enero de 2007 se centraron en la sección sur de Somalia, principalmente en la retirada de los islamistas de Kismaayo y su persecución mediante ataques aéreos etíopes en el distrito de Afmadow concurrentemente con la batalla de Ras Kamboni. Durante esta batalla, Estados Unidos lanzó un ataque aéreo realizado por un avión de combate AC-130 que, según afirmaron, fue contra presuntos agentes de Al-Qaeda. Se realizó un segundo ataque aéreo después de la batalla más tarde en enero de 2007.

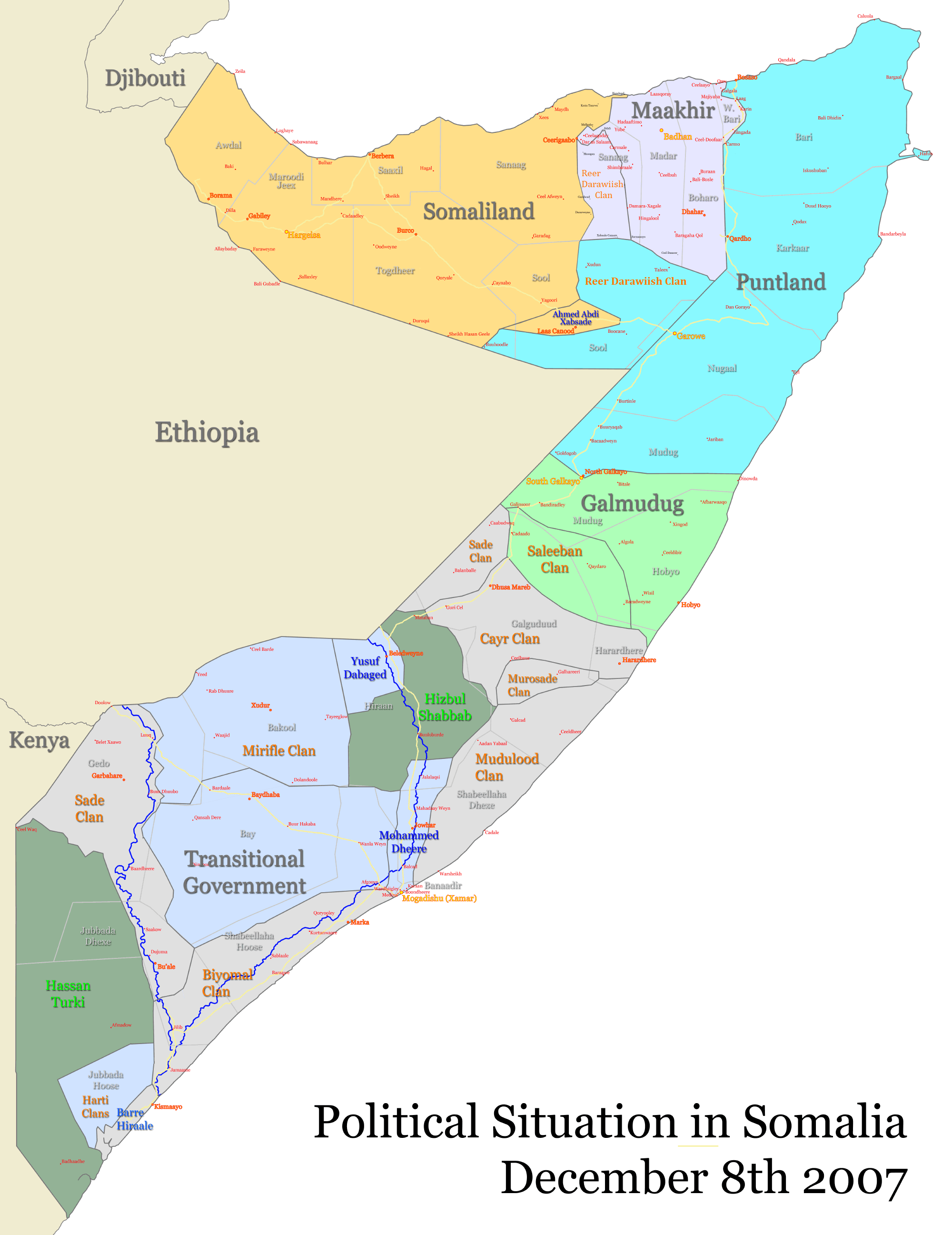
Situación en Somalia en diciembre de 2007.

A fines de marzo, los combates se intensificaron en Mogadiscio y más de mil personas, en su mayoría civiles, murieron. Los milicianos del clan Hawiye aliados con los islamistas se enfrentaron con el Gobierno Federal de Transición y las tropas etíopes.
En diciembre de 2007, las tropas etíopes se retiraron de la ciudad de Guriel y los islamistas controlaron dicha ciudad después de eso. Etiopía tenía una gran base militar allí para asegurar la carretera que unía a los dos países.
A finales de diciembre de 2007 había más de 700.000 desplazados internos y 6.000 civiles habían muerto en Mogadiscio. Las Naciones Unidas dijeron que fue la peor crisis humanitaria de la historia en África. El TFG afirmó que la UCI se estaba reagrupando, pero el gobierno etíope refutó esta afirmación.

### 2008
En febrero de 2008, Al Shabaab capturó la ciudad de Dinsoor después de sondearla varias veces. Esto marcó un cambio en su estrategia que anteriormente se centraba principalmente en la capital Mogadiscio. A fines de mayo, después de capturar las dos ciudades cercanas a Kismayo. Los insurgentes acordaron no atacar Kismayo, una ciudad gobernada por clanes milicianos. Se abrió un nuevo tribunal islámico en Jowhar, a 90 km de la capital, Mogadiscio.
El 3 de marzo de 2008, Estados Unidos lanzó un ataque aéreo sobre la ciudad somalí de Dhoble. Funcionarios estadounidenses afirmaron que la ciudad estaba en manos de extremistas islámicos, pero dieron pocos detalles a la prensa. Se informó que Hassan Turki estaba en la zona. La misma área fue atacada por bombarderos estadounidenses un año antes. El 1 de mayo se produjo un ataque aéreo en Dhusamareb. Mató al líder de Al-Shabaab Aden Hashi Eyrow junto con otro alto comandante y varios civiles; sin embargo, el ataque no hizo nada para frenar a la Insurgencia.

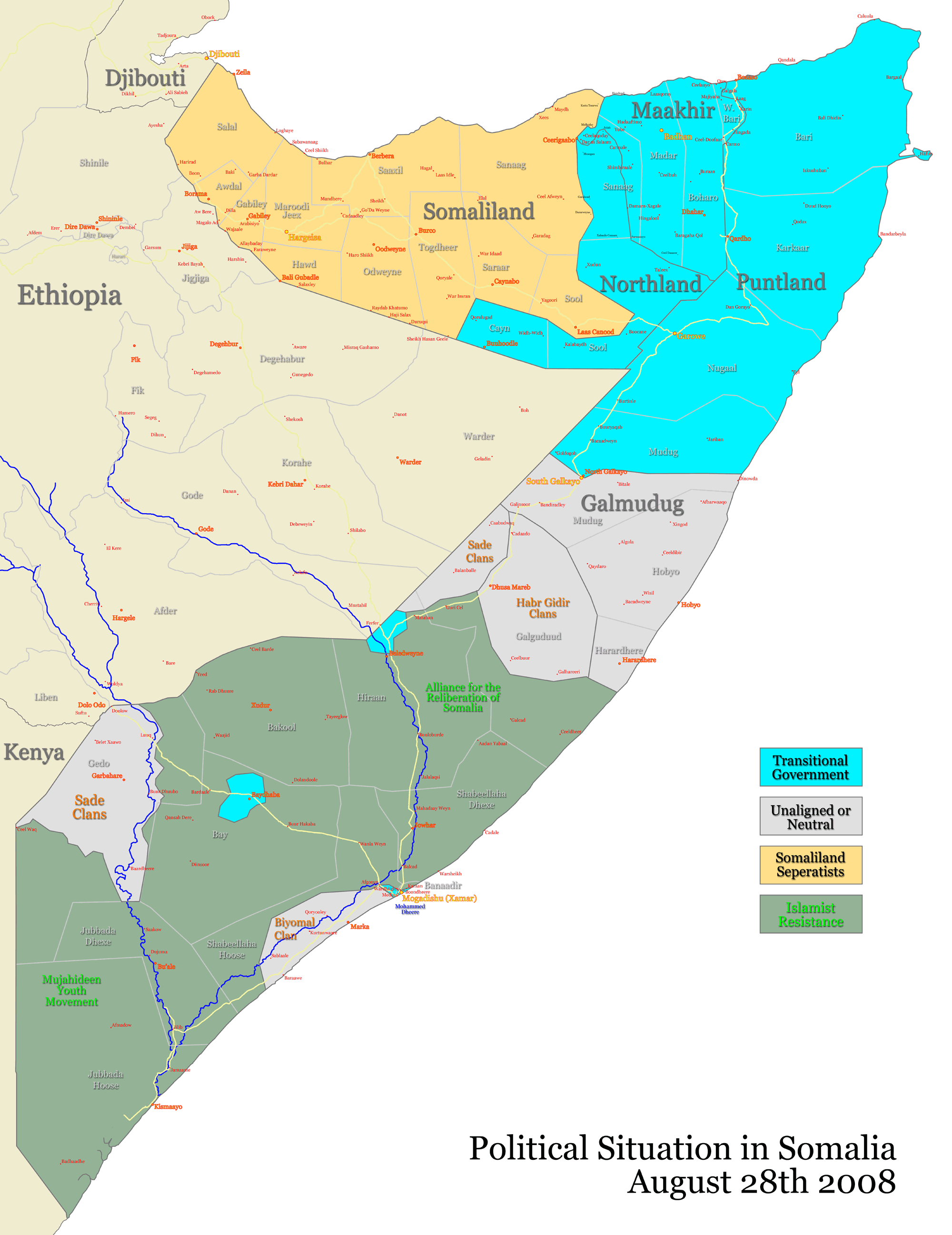
Situación en Somalia en agosto de 2008.

Tras largas conversaciones en Yibuti sobre un alto el fuego entre el TFG y los islamistas moderados de la Alianza para la Reliberación de Somalia, se llegó al acuerdo de que el parlamento se duplicaría para incluir 200 representantes de la alianza opositora y 75 representantes de la sociedad civil. El nuevo parlamento elegiría un nuevo presidente y un primer ministro, y se establecería una comisión para investigar los crímenes de guerra. También se acordó redactar una nueva constitución en breve.
A principios de diciembre de 2008, Etiopía anunció que retiraría sus tropas de Somalia en breve y luego anunció que primero ayudaría a asegurar la retirada de las fuerzas de paz de la AMISOM de Burundi y Uganda antes de retirarse. Se consideró que la rápida retirada de las fuerzas de mantenimiento de la paz de la AMISOM ejercía una presión adicional sobre las Naciones Unidas para proporcionar operaciones de mantenimiento de la paz.

### 2009
El 31 de diciembre de 2008, las tropas somalíes fueron vistas por civiles que empaquetaban suministros y enviaban despliegues de tropas, excepto en la ciudad de Mogadiscio. Se suponía que el 31 de diciembre de 2008 sería cuando las tropas etíopes se retirarían de Somalia, pero parece que será varias semanas después de la renuncia del presidente Yusuf a principios de diciembre. Con un vacío de poder cada vez mayor, se desconoce quién sacará provecho de la situación.
El 25 de enero de 2009, las tropas etíopes se retiraron por completo de Somalia.

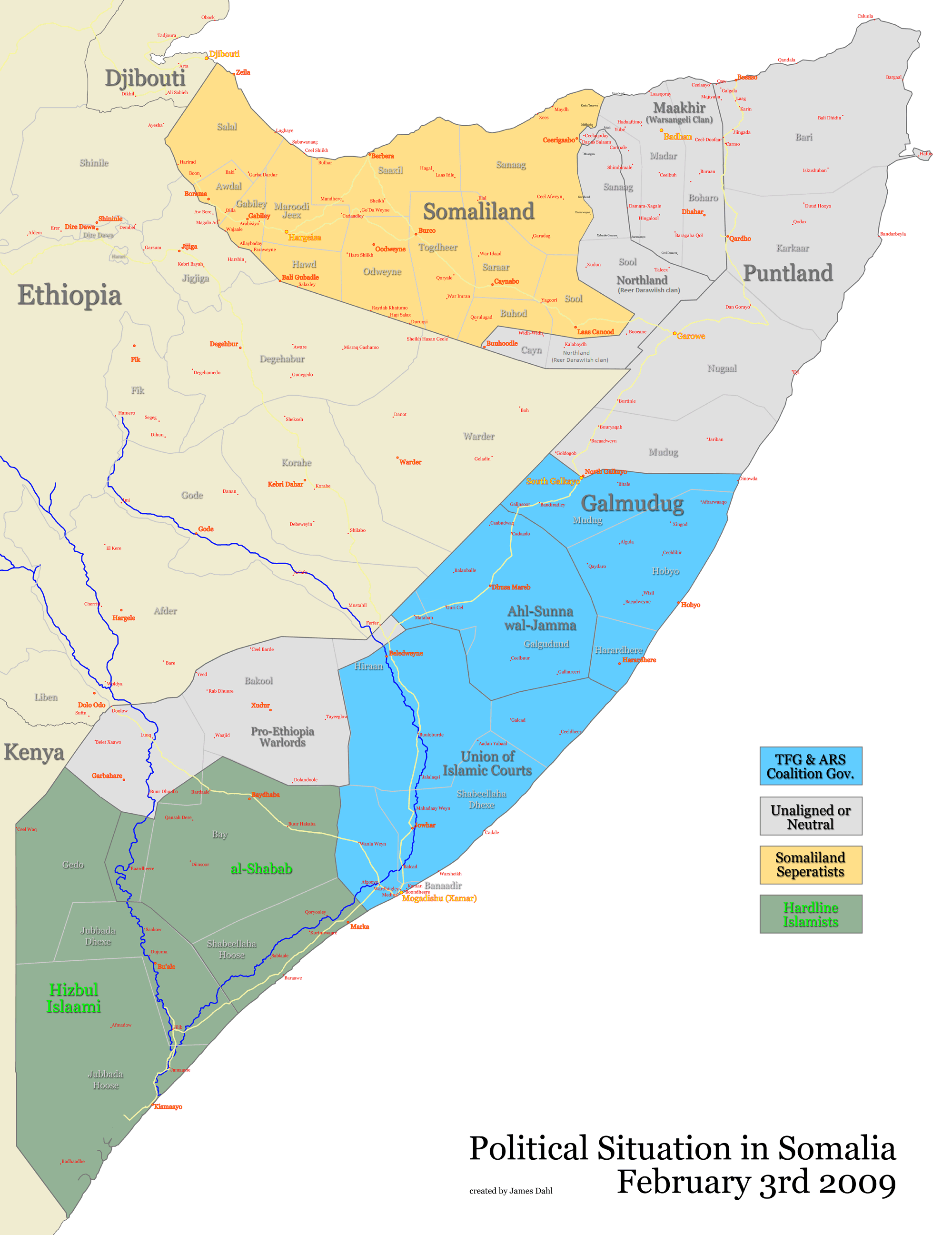
Situación en Somalia en febrero de 2009, tras la retirada de Etiopía.

Al-Shabaab capturó Baidoa, donde se encontraba el parlamento del TFG, el 26 de enero. Tras el colapso del TFG, el grupo islamista moderado pro-TFG Ahlu Sunnah continuó luchando contra Al-Shabaab y capturó algunas ciudades.
El expresidente de la Unión de Tribunales Islámicos, el líder islamista moderado Sheikh Sharif Sheikh Ahmed, fue elegido para convertirse en el nuevo presidente de un gobierno somalí unido que marca el final del Gobierno Federal de Transición marcado por la renuncia de Abdullahi Yusuf Ahmed el mes anterior y un conjunto gobierno de unidad de la ARS-TFG.
El presidente Sharif, de 42 años, prometió "forjar la paz con los vecinos del este de África, abordar la piratería desenfrenada en alta mar y controlar a los insurgentes de línea dura". "Los analistas dijeron que Sharif tenía una posibilidad real de reunir a los somalíes, dadas sus raíces islamistas, el respaldo del parlamento y la sensación en las naciones occidentales que alguna vez fueron hostiles de que ahora se le debería dar la oportunidad de tratar de estabilizar la nación del Cuerno de África".
Sharif llegó a Mogadiscio como presidente por primera vez el 7 de febrero de 2009. Al-Shabaab y otros islamistas radicales comenzaron a disparar contra el nuevo presidente del GFT horas después. Acusaron al nuevo presidente de aceptar el gobierno de transición secular.
Había comenzado la mediación entre el Partido Islámico y el nuevo Gobierno de Transición de Sharif, así como se informaba de una división cada vez mayor en la organización Al Shabaab que controla gran parte del sur de Somalia, ya que un gran número de líderes de Al Shabaab que habían ocupado cargos en el gobierno durante los seis Un mes de reinado de la Unión de Tribunales Islámicos en 2006 se había reunido a puerta cerrada con el presidente del Gobierno de Transición y el Gobierno Federal de Transición había anunciado que la ley sharia se implementaría en Somalia, pero no había actuado en consecuencia. Las fuerzas de Sharif y las tropas de la Unión Africana se enfrentaron con el Partido Islámico y las fuerzas de Al Shabaab, lo que provocó al menos 23 muertos. Las milicias pro-TFG supuestamente estaban siendo entrenadas por Etiopía, mientras que el recién formado Partido Islamista había sido establecido por Sheikh Aweys con base en Eritrea.

## Consecuencias

### Acusaciones de crímenes de guerra
La fuerza de unos 3.000 soldados etíopes enfrentó acusaciones de crímenes de guerra por parte de grupos de derechos humanos. El Gobierno Federal de Transición que los invitó también fue acusado de abusos contra los derechos humanos y crímenes de guerra, incluidos asesinatos, violaciones, agresiones y saqueos por parte de grupos de derechos humanos.
En su informe de diciembre de 2008 'Tanto que temer', Human Rights Watch advirtió que, desde que los etíopes intervinieron en 2006, Somalia se enfrentaba a una catástrofe humanitaria de una escala que no se había visto desde principios de la década de 1990. Continuaron acusando al Gobierno Federal de Transición de aterrorizar a los ciudadanos de Mogadiscio ya los soldados etíopes por aumentar la criminalidad violenta.

### "Guerra sin fin"
Un informe de 2010 publicado en Accord Issue 21 titulado «Endless War» afirma que:

Los tres años de 2006 a 2008 fueron catastróficos para los somalíes. La ocupación militar, una insurgencia violenta, el aumento del yihadismo y el desplazamiento masivo de la población han revertido el progreso político y económico incremental logrado a fines de la década de 1990 en el centro-sur de Somalia. Con 1,3 millones de personas desplazadas por los combates desde 2006, 3,6 millones de personas que necesitan ayuda alimentaria de emergencia y 60.000 somalíes que huyen del país al año, la población del centro-sur de Somalia se enfrenta a la peor crisis humanitaria desde principios de la década de 1990.

### Víctimas y desplazamiento
En diciembre de 2008, la Organización de Derechos Humanos y Paz de Elman dijo que había verificado que 16.210 civiles habían muerto y 29.000 habían resultado heridos desde el comienzo de la guerra en diciembre de 2006. En septiembre de ese año se habían documentado 1,9 millones de civiles desplazados de sus hogares solo en Mogadiscio durante el año 2007.

### AMISOM
El 20 de febrero de 2007, el Consejo de Seguridad de las Naciones Unidas autorizó a la Unión Africana a desplegar una misión de mantenimiento de la paz. El objetivo de la misión de mantenimiento de la paz era apoyar un congreso de reconciliación nacional en Somalia. El componente militar consta de tropas extraídas de Uganda, Burundi, Yibuti, Kenia y Etiopía, que están desplegadas en seis sectores que cubren el sur y el centro de Somalia.

### Ataques suicidas
Los combatientes islamistas en Somalia abrieron un aspecto completamente nuevo en la Guerra Civil Somalí: los ataques suicidas. Aquí hay una lista de ataques reportados:
- El 3 de junio de 2007, un camión bomba explotó frente a la casa del primer ministro interino somalí, Ali Mohamed Ghedi. Al menos seis personas resultaron muertas y 10 heridas, la mayoría guardaespaldas.[64]
- El 22 de febrero de 2009, al-Shabaab llevó a cabo un atentado suicida con coche bomba contra una base militar de la Unión Africana en Mogadiscio, matando al menos a 11 pacificadores de Burundi.[65]
- El 3 de diciembre de 2009, un militante de Al-Shabaab vestido de mujer ingresó a una ceremonia de graduación de la facultad de medicina y se inmoló matando a 23 personas, incluidos tres ministros del Gobierno Federal de Transición.[66][67]

### Gobierno de Coalición
El primer ministro Nur Hassan del gobierno de transición y el jeque Sharif Sheid Ahmed del grupo opositor Alianza para la Reliberación de Somalia firmaron un acuerdo para compartir el poder en Yibuti que fue negociado por las Naciones Unidas. Según el acuerdo, las tropas etíopes se retiraron de Somalia, cediendo sus bases al gobierno de transición, las fuerzas de paz de la Unión Africana y los grupos islamistas moderados liderados por ARS. Tras la retirada de Etiopía, el gobierno de transición amplió su parlamento para incluir a la oposición y eligió a Sharif como su nuevo presidente el 31 de enero de 2009.

### Ocupación continua
A pesar del acuerdo de Yibuti, ha habido una ocupación continua de Somalia por parte del ejército etíope.
Sharif Sheikh Ahmed continúa haciendo campaña por la retirada de las fuerzas etíopes de ocupación. En mayo de 2020, el Foro de Partidos Nacionales que dirige, describió la presencia de tropas etíopes que no pertenecen a la AMISOM en Somalia como;

Un flagrante desprecio por el acuerdo de larga data entre la República Federal de Somalia y los países contribuyentes de tropas (TCC) de la AMISOM, que define claramente el alcance de la misión de mantenimiento de la paz de la Unión Africana en nuestro país.

La carta continuó acusando a la ENDF de una "actitud arrogante" en su respuesta al derribo de un avión civil en Berdale que transportaba suministros médicos para ayudar en la pandemia de COVID-19. El Foro de Partidos Nacionales advirtió que la intención del gobierno etíope era;

intervenir en las próximas elecciones presidenciales y parlamentarias federales, e intimidar a los grupos de oposición en todo el país.

Culparon al Representante Especial del Presidente de la Comisión de la Unión Africana para Somalia, Embajador Francisco Madeira, no solo por no lograr la retirada de las tropas etíopes que no pertenecen a la AMISOM, sino por haber trabajado en connivencia con ellas para interferir en las elecciones del suroeste en 2018 y elecciones de Jubalandia en agosto de 2019.
El 13 de noviembre de 2020, Bloomberg informó que Etiopía retiró miles de tropas de Somalia y las redistribuyó para ayudar al gobierno etíope en la guerra de Tigray.

### Continuación del conflicto

#### Ahlu Sunna
En febrero de 2011, las milicias de Ahlu Sunna Waljama'a atacaron a Al Shabaab en el centro de Somalia y mataron a un comandante islamista. Las milicias del clan Ahlu Sunna, supuestamente armadas por Etiopía, recuperaron el control de la capital provincial de Galgaduud, Dhusamareb, y la ciudad comercial de Guriel en feroces batallas en las que murieron más de 100 personas.

## Armas
El Ejército etíope estaba equipado predominantemente con armas fabricadas por la Unión Soviética, mientras que el TFG y el Islamista varían, teniendo principalmente armas pequeñas. La siguiente tabla no debe considerarse exhaustiva.
| Type                          | Ejército de Etiopía                                              | Gobierno Federal de Transición                           | Islamistas                                       |
| ----------------------------- | ---------------------------------------------------------------- | -------------------------------------------------------- | ------------------------------------------------ |
| Tanques                       | T-55, T-62, T-72                                                 | none                                                     | none                                             |
| APC's/IFV's                   | BTR-40, M113, BTR-60                                             | technicals                                               | technicals, Fiat 6614                            |
| Artillería                    | 2A18, M1937 Howitzer, M109 Paladin, BM-21, 120 mm mortars        | 120 mm mortars                                           | 120 mm mortar                                    |
| Aeronaves                     | MiG-21, MiG-23, Su-27                                            | ninguno                                                  | ninguno                                          |
| Helicópteros                  | Mi-6, Mi-8, Mi-17, Mi-24/35                                      | ninguno                                                  | ninguno                                          |
| Armas pequeñas, armas ligeras | AK-47, AK-103, Heckler & Koch G3, PKM, DShK, ZU-23, RPG-2, RPG-7 | AK-47, Heckler & Koch G3, PKM, DShK, ZU-23, RPG-2, RPG-7 | AK-47, DShK, Browning M2, ZU-23, PKM, M79, RPG-7 |

## Personajes claves
Un artículo del 24 de agosto de 2006 en el Sudan Tribune identificó varios grupos de fracciones involucrados con unidades militares del Gobierno Federal de Transición:

### Gobierno Federal de Transición
- Abdullahi Yusuf Ahmed - presidente del TFG,[72] exlíder del SSDF.
- Mohamed Omar Habeeb (Mohamed Dheere): controlaba la región de Jowhar con la ayuda de Etiopía; después de perder en Mogadiscio como parte del ARPCT, reagrupó su milicia en Etiopía y desde entonces regresó (ver Batalla de Jowhar).
- Muuse Suudi Yalahow: controlaba el distrito de Medina en Mogadiscio, pero la UCI lo obligó a huir. Desde entonces ha regresado a la ciudad.
- Hussein Mohamed Farrah - hijo del difunto general Mohamed Farrah Aidid. Aunque su padre era un anti-ONU clave. fuerza a mediados de la década de 1990, Farrah es una ciudadana estadounidense naturalizada y ex marine estadounidense que controlaba Villa Somalia. Exlíder de la milicia SRRC. El Sudan Tribune dice que Farrah está bajo el patrocinio de Etiopía, y los intereses occidentales lo ven como su mejor esperanza para mejorar las relaciones somalí-occidentales.
- Abdi Hasan Awale Qeybdiid - exministro de finanzas del general Aidid; arrestado en Suecia por crímenes de guerra, pero luego liberado por falta de pruebas.
- Coronel Hasan Muhammad Nur Shatigadud: afiliado al Ejército de Resistencia Rahanweyn (RRA). Llegó al poder después de que su milicia (con la ayuda de las fuerzas paramilitares etíopes) expulsara a la milicia de Aidid de Baidoa, que se convirtió en la sede del gobierno de transición. Actualmente Ministro de Hacienda del TFG.
- Mohamed Qanyare Afrah - exministro de Seguridad y miembro de ARPCT.
- Barre Aadan Shire "Hiiraale" - líder de la Alianza del Valle de Juba (JVA); controla Kismayo (y hasta su pérdida ante la UCI, región de Marka).
- Hassan Abdalá Qalaad.

### Unión de Tribunales Islámicos (UCI)
- Sharif Sheikh Ahmed, presidente de la UCI y jefe del comité ejecutivo de la UCI
- Hassan Dahir Aweys, jefe del consejo shura de la UCI, excoronel somalí, catalogado por Estados Unidos como terrorista por encabezar Al-Itihaad al-Islamiya apoyado por Osama bin Laden en la década de 1990.

### Líderes islamistas
- Hassan Abdullah Hersi al-Turki, dirigió las fuerzas que capturaron el valle del Juba, en la lista de terroristas de Estados Unidos por asumir el liderazgo del grupo de Aweys.
- Abu Taha al-Sudan, ex Al-Itihaad al-Islamiya, buscado por Estados Unidos como financiador de los atentados con bomba en la embajada de Estados Unidos en 1998 y participación en el atentado con bomba en el hotel de Mombasa en 2002
- Saleh Ali Saleh Nabhan, catalogado como terrorista por los EE. UU. por su presunta participación en el atentado con bomba en el hotel de Mombasa en 2002, se dice que fue el objetivo de la incursión del AC-130 de los EE. UU. en enero de 2007
- Fazul Abdullah Mohammed, catalogado como terrorista por los EE. UU. por su presunta participación en los atentados con bombas en la embajada de los EE. UU. en 1998. Algunas fuentes afirman que fue un objetivo de la redada estadounidense AC-130. Las autoridades somalíes informaron más tarde de su muerte por la incursión del AC-130, pero los funcionarios estadounidenses lo negaron.

Aden Hashi Farah "Eyrow", objetivo de la incursión estadounidense AC-130 que mató a ocho personas el 8 de enero de 2007. Fue nombrado líder de Al-Qaeda en Somalia en marzo de 2007. Murió en un ataque aéreo estadounidense el 1 de mayo de 2008.